# Cam Roigard
Pas d'image ? Cliquez ici

a Compétitions nationales et continentales officielles uniquement.

b Matchs officiels uniquement.
Dernière mise à jour le 25 novembre 2024.
Cameron "Cam" Roigard, né le 16 novembre 2000 à Cambridge (Nouvelle-Zélande), est un joueur international néo-zélandais de rugby à XV. Il joue au poste de demi de mêlée avec les Hurricanes en Super Rugby depuis 2021, et avec la province des Counties Manukau en NPC depuis 2020.

## Biographie

### Jeunesse et formation (jusqu'en 2019)
Cam Roigard est né à Cambridge dans la région de Waikato sur l'île du Nord, et grandit dans cette même ville,. Il est issu d'une famille de passionnés de course automobile, son père David et son frère aîné Stefan pratiquant régulièrement cette activité,. Suivant de modèle familial, il pratique cette activité dès son enfance, tout en jouant également au rugby à XV à côté.
En course automobile, il commence à concourir dès ses huit ans dans la catégorie « Ministock », avant de passer dans la catégorie « Saloon » dès ses dix-sept ans. Pilote talentueux et précoce, il termine notamment second du championnat non-officiel de Nouvelle-Zélande de Ministock en 2014. Il termine également second du championnat de Nouvelle-Zélande Saloon en 2019.
Scolarisé à la St Peter's School (en) de Cambridge, il joue au rugby avec l'équipe première de son établissement pendant trois ans. Il joue essentiellement au poste de demi de mêlée, mais dépanne également à l'ouverture. Avec cette équipe, il remporte le championnat national des lycées mixtes à deux reprises, en 2017 et 2018,. En 2018, il joue avec l'équipe des moins de 18 ans de la province de Waikato, et manque de peu une sélection par l'équipe des moins de 18 ans de la franchise des Chiefs, devancé par des joueurs comme Cortez Ratima ou Manu Paea,.
Après avoir terminé le lycée, il décide de rejoindre l'Academy (centre de formation) de la province des Counties Manukau,. Il joue dans un premier temps avec l'équipe des moins de 19 ans dans le championnat junior provincial. Il joue également avec le club amateur de Onewhero dans le championnat local.

### Début de carrière professionnelle (2020-2022)
En 2020, Cam Roigard est retenu au sein de l'effectif senior des Counties Manukau pour disputer la saison de National Provincial Championship (NPC). Il joue son premier match professionnel le 27 septembre 2020 face à Northland. Lors de sa première saison, il est la doublure de Jonathan Taumateine, et n'est titularisé qu'une fois lors de ses sept matchs disputés. C'est après cette saison qu'il décide d'arrêter la pratique de la course automobile, et de se consacrer pleinement au rugby.
Alors qu'il n'entre pas dans les plans de sa franchise locale des Chiefs, il rejoint les Hurricanes pour la saison 2021 de Super Rugby. Il est recruté en remplacement de Jamie Booth (en), qui est blessé pour la saison. Il joue son premier match de Super Rugby le 11 avril 2021 contre les Crusaders. Considéré comme le troisième demi de mêlée de la hiérarchie, derrière Taumateine et Luke Campbell (en), il joue six rencontres comme remplaçant, avant d'être titularisé pour le dernier match de la saison contre les Queensland Reds,,.
Plus tard en 2021, il dispute sa deuxième saison au niveau provincial avec les Counties Manukau, mais se blesse gravement à l'épaule dès son premier match, ce qui met un terme prématuré à sa saison.
Cette blessure lui fait également manquer le début de la saison 2022 de Super Rugby avec les Hurricanes. À son retour, il pâtit du retour au club du All Black TJ Perenara, et doit se contenter uniquement d'un rôle de remplaçant, jouant six matchs en sortie de banc.
Lors de la saison 2022 de NPC, il devient indiscutable avec sa province, étant titulaire lors de neuf des matchs de son équipe. Auteur d'une bonne saison, il est élu meilleur joueur des Counties Manukau de la saison.
Au mois de octobre 2022, malgré son inexpérience à haut-niveau, il est retenu au sein de l'équipe réserve néo-zélandaise, les All Blacks XV (en) pour une tournée en Europe. Il est remplaçant lors du match face aux Ireland Wolfhounds (en), participant ainsi à la large victoire de son équipe,.

### Affirmation et débuts au niveau international (depuis 2023)
En 2023, Cam Roigard commence la saison de Super Rugby comme titulaire avec les Hurricanes, à la suite de la blessure longue durée de Perenara,. Il se fait alors remarquer par la qualité de ses matchs, avec notamment six essais inscrits lors de ses huit premières rencontres,,. Il est alors considéré comme un All Black en puissance, pouvant potentiellement faire partie du groupe néo-zélandais pour le prochain mondial en France,,. Finalement, il inscrit un total de neuf essais en quatorze matchs lors de la saison, terminant co-meilleur marqueur de son équipe, avec l'ailier Kini Naholo (en),.
En juin 2023, il est sélectionné pour la première fois en équipe de Nouvelle-Zélande pour participer au Rugby Championship,. Il obtient sa première sélection le 29 juillet 2023 contre l'Australie à Melbourne,.
Malgré son inexpérience (une seule sélection), il est retenu dans le groupe néo-zélandais sélectionné pour disputer la Coupe du monde en France. Se partageant le rôle de doublure de Aaron Smith avec Finlay Christie, il dispute trois matchs lors de la phase de poule, dont deux titularisations contre la Namibie et l'Uruguay, marquant à chaque fois un essai. Il ne joue aucun match de la phase finale, qui voit les All Blacks terminer deuxième du tournoi, après un échec en finale face à l'Afrique du Sud,.
Lors de la saison 2024 de Super Rugby, il ne joue que cinq matchs avec les Hurricanes avant de blesser gravement au genou, l'écartant es terrains pour une durée estimée à six mois.

## Palmarès

### En équipe nationale
- Vainqueur du Rugby Championship en 2023.
- Finaliste de la Coupe du monde en 2023.

### Distinctions personnelles
- Membre de l'équipe type du Super Rugby en 2025.

## Statistiques internationales
Au 25 novembre 2024, Cam Roigard compte 10 capes en équipe de Nouvelle-Zélande, dont 5 en tant que titulaire, depuis le 29 juillet 2023 contre l'Australie à Melbourne. Il inscrit sept essais (35 points).
Avec les All Blacks, il dispute une Coupe du monde en 2023. Il a participé à une édition du Rugby Championship, en 2023. Il dispute une rencontre dans cette compétition,.